# Speziale di Fasano
Speziale di Fasano is een plaats (frazione) in de Italiaanse gemeente Fasano.